# Långfotade råttor
Långfotade råttor (Malacomys) är ett släkte i underfamiljen möss bland gnagarna. Släktet bildas av tre arter.

## Beskrivning
Arterna kännetecknas av långa öron utan hår, ett långsträckt huvud, långa bakre extremiteter och den långa svansen som saknar hår. Den mjuka pälsen är på ovansidan mörkbrun på sidorna ljusare och på buken vitaktig. Dessa djur når en kroppslängd mellan 12 och 19 centimeter, en svanslängd mellan 12 och 22 centimeter samt en vikt mellan 50 och 150 gram.
Långfotade råttor förekommer i centrala Afrika. Utbredningsområdet sträcker sig från Guinea till Uganda och norrut till Zambia. Habitatet utgörs av regioner med tät vegetation i närheten av vattenansamlingar. De är aktiva på natten och vilar på dagen i självbyggda bon av gräs eller blad. Bon göms i jordhålor eller bland rötter. De har bra förmåga att klättra. Födan utgörs av båda växtdelar och kött. De äter bland annat frukter, frön och nötter men även snäckor och kräftdjur.

## Systematik
Enligt Wilson & Reeder (2005) är långfotade råttor isolerade från andra släkten i underfamiljen möss och de listas därför i en egen släktgrupp, Malacomys-gruppen. Genetiska undersökningar av Lecompte et al. (2008) visade samma resultat och därför listas släktet av forskargruppen i tribus Malacomyini.
Släktet bildas av tre arter:
- Malacomys cansdalei lever i västra Afrika från Liberia till Ghana.
- Malacomys edwardsi förekommer från Guinea till Nigeria.
- Malacomys longipes finns från Nigeria till Uganda och Zambia.

Ytterligare två arter, M. lukolelae och M. verschureni, listas idag vanligen till släktet Praomys.
IUCN räknar alla tre arter som livskraftiga.